# 北陸職業能力開発大学校
北陸職業能力開発大学校（ほくりくしょくぎょうのうりょくかいはつだいがっこう）は、富山県魚津市川縁1289-1にある職業能力開発大学校。独立行政法人高齢・障害・求職者雇用支援機構が運営している。愛称は『北陸ポリテクカレッジ』、略称は『北陸能開大』。工業系の授業が実施されている。

## 沿革
- 1976年4月 設置決定[1]
- 1978年4月1日　魚津総合高等職業訓練校が雇用促進事業団による職業訓練短期大学校に転換し、富山職業訓練短期大学校となる[2]。
- 1993年4月　富山職業能力開発短期大学校に改称[1]。
- 2000年4月　応用課程を新設し4年制へ移行、北陸職業能力開発大学校となる[1][3]。
- 2011年10月 独立行政法人高齢・障害・求職者雇用支援機構による運営となる[1]。

## 訓練科

### 専門課程
機械システム系
- 生産技術科
- 制御技術科

電子情報制御システム系
- 電子情報技術科

（注）2009年度より入学金（入校料）169,200円が必要。

### 応用課程
生産システム技術系
- 生産機械システム技術科
- 生産電子システム技術科
- 生産情報システム技術科

（注）2009年度より入学金（入校料）112,800円が必要。

## 在職者訓練
2009年4月現在、在職者訓練として、ものづくり分野の能力開発セミナー（高度職業訓練の専門短期課程）を実施している。